# Kaiserhalle (Burgbrohl)

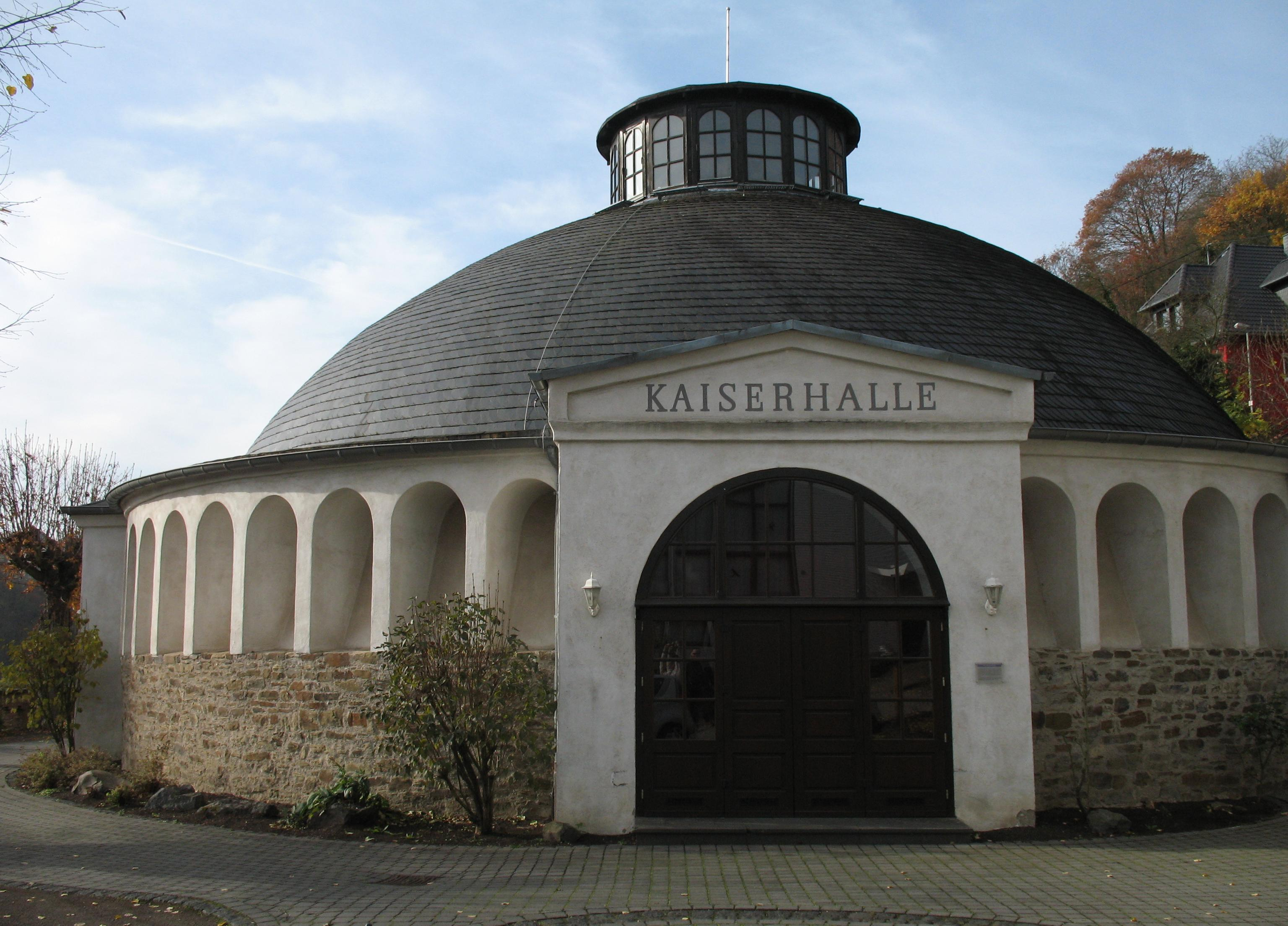
Kaiserhalle Burgbrohl

Die Kaiserhalle ist eine freitragende Kuppelhalle in der Ortsgemeinde Burgbrohl im Landkreis Ahrweiler in Rheinland-Pfalz.

## Geschichte
Die Kaiserhalle wurde 1896 in nur drei Monaten ohne Genehmigung der Baubehörden nach Plänen des Baumeisters Wilhelm Bell, der zugleich Bauherr, Architekt und Bauunternehmer war, errichtet. Die Einweihung fand am 2. September 1896 statt. Am 4. September 1896, dem Sedantag, erteilte schließlich das Verwaltungsgericht nachträglich eine Baugenehmigung, nachdem Wilhelm Bell diese beim königlich-preußischen Kreisbauinspektor zu Andernach durchsetzen ließ.
Im Laufe der Jahrzehnte, insbesondere seit dem Ende des Zweiten Weltkriegs, drohte das Gebäude allmählich zu verfallen und wurde als Abstellplatz und Garage genutzt. Die Gemeinde hatte in den 70er Jahren bereits eine Abrissgenehmigung erteilt. Der neu gegründete Bürgerverein Burgbrohl e. V. erwarb 1982 die Kaiserhalle und konnte mit Unterstützung des Landesamtes für Denkmalpflege in Mainz, des Kreises Ahrweiler und vieler engagierter Bürger Sanierungsmaßnahmen erreichen. Unter anderem wurde die Kuppel gesichert und die Scheitellaterne originalgetreu restauriert.
2010 wurde die Ortsgemeinde Burgbrohl Eigentümerin der Kaiserhalle. Für die umfassende Restaurierung des Kuppeldachs stellte 2014 die Deutsche Stiftung Denkmalschutz Mittel zur Verfügung.
Heutzutage kann die restaurierte Halle über den Burgbrohler Bürgerverein besichtigt und für Veranstaltungen gemietet werden. Sie bietet Platz für mehr als 500 Gäste.

## Architektur

### Grundriss und Fundament
Die Kaiserhalle besitzt einen kreisrunden Grundriss mit einem Durchmesser von 20 m und ruht auf einem bis zu 2,50 m tiefen und 1,50 m breiten Bruchsteinfundament. Der Boden der Halle misst 314 m² und der umbaute Raum ausschließlich der Nebenbauten umfasst 3000 m³.

### Kuppel

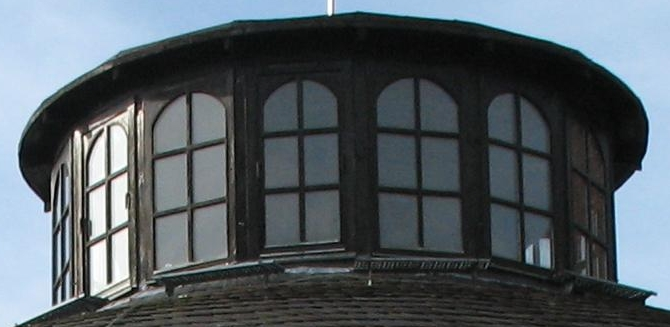
Scheitellaterne der Kaiserhalle

Die halbkugelförmige 10 m hohe Kuppel wird von einer Leichtbetonschale aus Trasskalk gebildet, deren Stärke von 50 cm im unteren Bereich bis auf 30 cm nach oben hin abnimmt. Die unteren zwei Meter der Kuppel bestehen aus einem Meter starkem Bruchsteinmauerwerk und das obere Drittel aus einem Mauerwerk aus Trass-Schwemmsteinen. Die mit einem verankerten Eisenring stabilisierte Öffnung am Kuppelscheitel mit einem Durchmesser von 4,50 m stellt die einzige natürliche Innenraumbeleuchtung der Kaiserhalle dar. Den oberen Abschluss bildet die Scheitellaterne, eine zwei Meter hohe Holzkonstruktion mit 16 Fenstern. Ein aufgenageltes Schieferdach deckt die Kuppel ab. Am Kuppelfuß sitzt eine umlaufende 2,50 m hohe Rundbogenarkade aus Trassbeton.
Die Überwölbung einer derart großen Fläche mit lokalen Baustoffen wie Kalkstein, Lavasand und Trass ohne jegliche Bewehrung war zur damaligen Zeit einzigartig.

### Innengestaltung
Konzipiert wurde die Kaiserhalle als Ball- und Theatersaal mit vier Toren. Im Innenraum, in dessen Zentrum sich eine kreisrunde Tanzfläche mit 10 m Durchmesser befand, konnten bis zu 750 Personen Platz finden. Über einer 30 m² großen Bühne vor dem Westeingang erhob sich ein aus Holz errichteter Orchesterraum. Als Nebengebäude wurden zwei Abstellräume, eine in den Berg getriebene Kegelbahn und ein gemauerter Backofen genutzt.

## Denkmalschutz
Die Kaiserhalle ist in der Liste der Kulturdenkmäler in Burgbrohl verzeichnet.